# Halichondria labiata
Halichondria labiata är en svampdjursart som beskrevs av Jörn Hentschel 1929. Halichondria labiata ingår i släktet Halichondria och familjen Halichondriidae.
Artens utbredningsområde är Svalbard. Inga underarter finns listade i Catalogue of Life.